# Ctenoblepharys adspersa
La cabezona (Ctenoblepharys adspersa) es un lagarto arenícola que habita en la costa arenosa del centro del Perú. Es la única especie del género Ctenoblepharys.
Se diferencia de otros Tropiduridae y de los grupos externos Phrynosomatidae y Opluridae en numerosas autapomorfias del cráneo y de la columna vertebral, pero no comparte ningún carácter derivado con Phymaturus o Liolaemus excepto los que se diagnostican Liolaeminae.
Las relaciones de Ctenoblepharys, Liolaemus y Phymaturus no están resueltas aún. Todas las especies de Liolaeminae que han sido descritas en lo referido a Ctenoblepharys, excepto C. adspera, exhiben sinapomorfias que diagnostican Liolaemus, y deben ser referidas a ese género. Todas las especies que han sido incluidas en los géneros Abas, Ceiolaemus, Helocephalus, Pelusaurus, Phrynosaura, Velosaura y Vilcunia, y todas las especies que han sido incluidas en los subgéneros Eulaemus, Rhytidodeira, Mesolaemus y Ortholaemus también exhiben las sinapomorfias diagnosticadas de Liolaemus y aunque algunas de estas sinapomorfias representan un subgrupo de Liolaemus, no deben ser usados como nombres formales para taxones hasta que su estado monofilético
haya sido comprobado por medio del análisis cladístico. 